# Žudr usedlosti čp. 17
Žudr usedlosti čp. 17 stojí na náměstí obce Dřevohostice v okrese Přerov. Je chráněn jako kulturní památka České republiky.

## Historie
Usedlost se žudrem postavena v 18. století je pozůstatkem původní zástavby náměstí a jedinečným dokladem hanácké lidové architektury. V roce 1963 bylo opraveno venkovní průčelí. V roce 1973 se zřítila dvorní část žudru. Do státního seznamu kulturních památek byl žudr zapsán v roce 1963 pod evidenčním číslem 24851/8-400.

## Popis
Žudr je jednopatrová stavba postavena z nepálených cihel (vepřovic) před přízemní dům. Má do tří stran otevřené půlkruhové oblouky. V patře je místnost s dvěma okny, v průčelí má trojúhelníkový štít s větracími otvory.